# Elena Cornaro Piscopia
Elena Lucrezia Cornaro Piscopia, född 5 juni 1646 i Venedig, död 26 juli 1684 i Padua, var en italiensk filosof, teolog och matematiker. Hon var den första kvinnan som erhöll doktorsgrad.

## Biografi

### Uppväxt
Hennes släkt Cornaro var en av Venedigs rikaste och förnämsta familjer och hon var släkt med en rad berömda italienare, däribland nio kardinaler, en drottning av Cypern, tre doger, en rad krigsherrar, redare och köpmän.
Elena var dotter till Giovanni Battista Cornaro, en högt uppsatt man som ägnade sitt liv åt att etablera Cornaros namn, ett namn som kom att bli ihågkommet tack vare hans äldsta dotters intellekt. Hennes mor var Zanetta Boni, en kvinna från underklassen. När Elena fyllde sju började hon undervisas av familjens präst i de klassiska språken latin och grekiska, jämte grammatik och musik. Förutom att tala latin och grekiska flytande, behärskade hon även hebreiska, spanska, franska och arabiska. Denna enorma språkbegåvning gav henne titeln Oraculum Septilingue. Även inom musiken visade hon stor talang och kunde spela violin, cembalo, klavikord och harpa.
Hon fortsatte att undervisas i hemmet och studerade matematik, astronomi, naturvetenskap, filosofi och teologi, där de två sista låg henne närmast om hjärtat. Vid 19 års ålder var hon känd som den mest lärda kvinnan i Italien. Folk från hela Europa reste till Italien för att få träffa henne. Hon ombads också ofta att delta i akademiska debatter, något som hon gillade att göra och var väldigt bra på.
Elena var djupt religiös och ingick ett kyskhetslöfte med sig själv, varför hon aldrig gifte sig, trots många anbud. Hon ville bli nunna men hennes far insisterade på att hon inte skulle slösa bort sitt intellekt utan börja på universitet istället.

### Akademisk karriär
1672 sände Elenas far henne till det framstående universitetet i Padua för fortsatta studier, och köpte även ett hus till henne i närheten av skolan. Hennes mål var främst att bygga upp kunskap, men hennes far insisterade på att hon också skulle ta ut en examen.
Hon fortsatte även att debattera och deltog bland annat i en stor debatt 1677 med tre välkända filosofer, Giovanni Gradenigo, Fathers F. Caro and G. Fiorello. Debatten tog plats inför hela skolan och Elenas prestation bidrog antagligen till att hon ett år senare fick ta ut sin doktorstitel. På den här tiden fanns det några få kvinnor i den akademiska världen men de fick aldrig ett certifikat för sitt arbete. Detta gjorde Elena till den första kvinnan i världen som erhöll doktorsgrad. Det gick dock inte utan motstånd. Hon ansökte först om en doktorsgrad i teologi, men detta vägrades av den katolska romerska kyrkan eftersom hon var kvinna. Hon ansökte dock igen, och representanter från kyrkan och skolan möttes och gick med på en kompromiss och hon erhöll istället en doktorsgrad i filosofi.
Examensceremonin fick flyttas från universitet, där den vanligtvis hölls, till större lokaler, då det var så många som ville se hennes ceremoni. Efteråt sades det att "[Elenas] doktorsexamination blev legendarisk. Hennes briljanta svar förbryllade hennes examinatorer, vilka ansåg att hennes kunskap var betydligt större än vad som skulle krävas för en doktorsgrad i filosofi, vilken hon erhöll den 25 juni 1678". Det skulle ta 300 år innan nästa kvinna erhöll denna titel vid universitetet i Padua.

### Sista år
Hon ska efter sin examen ha föreläst i matematik vid samma universitet. Hon blev också hedersmedlem i flera europeiska akademier, och omtalades i Europa för sina bedrifter. Fortsatt kom personer från hela Europa för att träffa henne och diskutera filosofi och teologi. Därefter ska hon ha ägnat sitt liv åt välgörenhet, de sista åren av att undervisa och hjälpa stadens fattiga. Hon dog vid 38 års ålder, troligtvis av tuberkulos.
Universitetet i Padua skapade ett år efter hennes död en medalj till hennes ära. Hennes staty finns också på skolområdet och Vassar College gjorde många år senare fönstermålningar till ära för hennes bedrifter.

## Eftermäle
Nedslagskratern Piscopia på planeten Venus är uppkallad efter henne.